# Чаба Хорват (шахіст)
Чаба Хорват (угор. Horváth Csaba; нар. 5 червня 1968, Будапешт) – угорський шахіст, гросмейстер від 1993 року, суддя міжнародного класу від 1998 року.

## Шахова кар'єра
У 1984-1988 роках п'ять разів представляв Угорщину на чемпіонатах світу і Європи серед юніорів до 20 років, найкращий результат показавши 1988 року в Арнемі (ЧЄ), де поділив 4-7-ме місця (позаду Олексія Дрєєва, Бориса Гельфанда і Ронена Лева, разом з Льюїсом Комасом Фабрего, Руне Дьюрхуусом і Ріхардом Вессманом). Незабаром увійшов до когорти провідних угорських шахістів, до якої належав до кінця 1990-х років. У 1989 році виступив у складі збірної країни на командному чемпіонаті Європи, а в 1990 і 1998 роках – на шахових олімпіадах. Неодноразово брав участь у фіналі чемпіонату Угорщини, двічі (1994, 1998), вигравши золоті медалі.
Досягнув низки успіхів на турнірах, зокрема:
- 1986 – Окем (поділив 2-ге місце позаду Роберта Кучиньського, разом з Марком Конді, Вішванатаном Анндом i Джеймсом Гауеллом),
- 1987 – Дебрецен (меморіал Гедеона Барци, поділив 2-ге місце позаду Едуарда Медуни, разом з Тібором Каролем-молодшим),
- 1990 – Будапешт (турнір Noviki-A, посів 1-ше місце),
- 1991 – Будапешт (посів 1-ше місце), Старий Смоковець (поділив 2-ге місце позаду Івана Соколова, разом з Петаром Поповичем),
- 1992 – Будапешт (посів 1-ше місце), Залакарош (поділив 1-ше місце разом із, зокрема, Олександром Вауліним, Ференцом Портішом i Ласло Барцаї),
- 1994 – Будапешт (турнір First Saturday FS08 GM, поділив 1-ше місце разом з Тібором Фогараші),
- 1995 – Фельден (поділив 1-ше місце разом із, зокрема, В'ячеславом Ейнгорном, Йожефом Хорватом, Валерієм Логіновим та Іваном Фараго), Мравінці (поділив 1-ше місце разом із, зокрема, Хрвоє Стевичем),
- 1996 – Будапешт (турнір First Saturday FS05 GM, посів 1-ше місце), Балатонберень (поділив 2-ге місце позаду Лівіу-Дітера Нісіпяну, разом з Олегом Романишиним, Дао Тх'єн Хаєм i Йожефом Хорватом),
- 1997 – Каїр (посів 2-ге місце позаду Ігоря Новікова), Будапешт (турнір Honved-B, поділив 1-ше місце разом з Аттілою Цебе),
- 1998 – Будапешт (турнір First Saturday FS12 GM, посів 1-ше місце),
- 1999 – Будапешт (турнір First Saturday FS04 GM, посів 2-ге місце позаду Андрія Зонтаха),
- 2001 – Шамбері (поділив 1-ше місце разом з Йожефом Хорватом), Залакарош (посів 2-ге місце позаду Золтана Варги), Спліт (посів 2-ге місце позаду Івана Заї), Гельсінкі (поділив 2-ге місце позаду Йожефа Хорвата, разом з Євгеном Соложенкіним),
- 2002 – Будапешт (турнір First Saturday FS04 GM-A, посів 1-ше місце), Ашах (поділив 2-ге місце позаду Ніколауса Штанеца, разом із, зокрема, Сергієм Кривошеєю),
- 2003 – Спліт (поділив 1-ше місце разом із, зокрема, Томашем Полаком),
- 2004 – Спліт (посів 1-ше місце), Шамбері (посів 1-ше місце), залакатош (поділив 1-ше місце разом із, зокрема, Костянтином Чернишовим, Аттілою Цебе, Йожефом Хорватом i Альбертом Бокрошом),
- 2005 – Валь Торанс (посів 1-ше місце), Залакарош (поділив 2-ге місце позаду Костянтина Чернишова, разом із, зокрема, Д'юлою Саксом),
- 2006 – Спліт (поділив 2-ге місце позаду Філіпа Любіца, разом з Еміром Діздаревичем),
- 2007 – Гавана (Меморіал Капабланки-open, поділив 1-ше місце разом з Дясмані Отеро), Санта-Клара (поділив 1-ше місце разом із, зокрема, Неурісом Дельгадо Раміресом, Вальтером Аренсібією i Юнієскі Кезадою Пересом).

Найвищий рейтинг Ело в кар'єрі мав станом на 1 жовтня 2004 року, досягнувши 2565 очок займав тоді 7-ме місце серед угорських шахістів.

## Зміни рейтингу
| На цьому місці має відображатися графік чи діаграма, однак з технічних причин його відображення наразі вимкнено. Будь ласка, не видаляйте код, який викликає це повідомлення. Розробники вже працюють для того, щоби відновити штатне функціонування цього графіка або діаграми. | |
| | На цьому місці має відображатися графік чи діаграма, однак з технічних причин його відображення наразі вимкнено. Будь ласка, не видаляйте код, який викликає це повідомлення. Розробники вже працюють для того, щоби відновити штатне функціонування цього графіка або діаграми. |